# José Neves

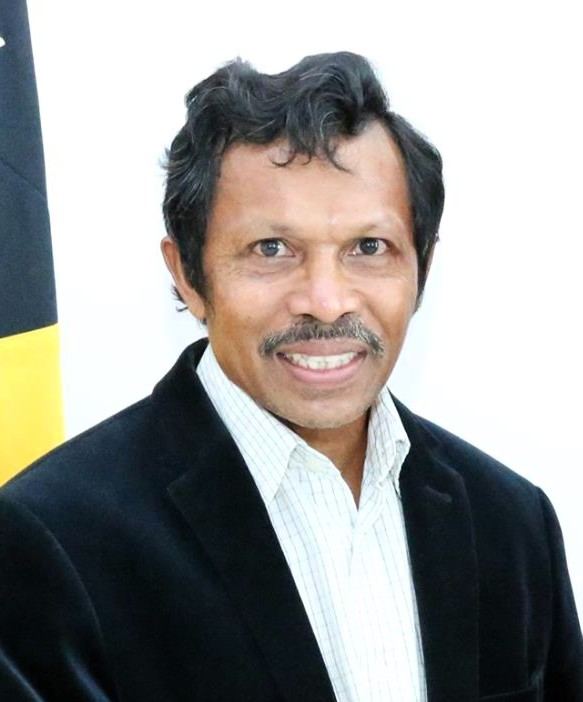
José Neves (2016)

Logo der Wahlkampagne von José Neves

José António de Jesus das Neves (Kampfname: Samala Rua; * 15. Juni 1962 in Poetete, Portugiesisch-Timor) ist ein osttimoresischer Beamter.

## Werdegang
Neves erhielt einen Abschluss in Philosophie am Theological Philosophy College in Malang (Ostjava, Indonesien) und erwarb 2003 einen Master-Titel in Ausbildung und Entwicklung an der University of East Anglia (Norwich, Vereinigtes Königreich). 2007 erhielt er in Melbourne den Australian Leadership Award. Von Januar bis April 2009 war Neves Mitglied der British Chevening Fellows beim Lehrgang „What makes democracy works?“ an der University of Birmingham.
Während der indonesischen Besatzungszeit (1975–1999) war Neves Aktivist in der Jugendbewegung des osttimoresischen Widerstandes. Er war Mitglied der RENETIL. Als deren Chef Fernando de Araújo nach dem Santa-Cruz-Massaker verhaftet wurde, wurde Neves zu dessen Ersatz gewählt. Nur vier Monate später wurde auch Neves verhaftet. Von 1994 bis 1997 saß er für dreieinhalb Jahre im Gefängnis von Malang.
Nach dem Unabhängigkeitsreferendum in Osttimor 1999 arbeitete Neves für nationale und internationale Organisationen, so 2001 für das UNDP als Nationaler Berater für zivile Bildungsprojekte und von 2004 bis 2007 als Projektmanager für den Aufbau von Führungskapazitäten für Entwicklungshilfeprojekte der Weltbank. Am Abschlussbericht der Empfangs-, Wahrheits- und Versöhnungskommission von Osttimor (CAVR) wirkte er 2004 am Kapitel zu Internierung und Haft mit. Neves war politischer Seniorberater beim Staatssekretär für Jugend und Sport, bis er 2014 stellvertretender Kommissar der Comissão Anti-Corrupção (CAC) für Bildung, Kampagnen und Forschung wurde.
Am 26. Oktober 2016 erklärte Neves bei einer Veranstaltung unterhalb des Standbildes von Johannes Paul II. in Tasitolu, dass er als unabhängiger Kandidat bei den Präsidentschaftswahlen in Osttimor 2017 antreten werde. Sein Amt in der CAC hatte Neves deswegen bereits im Juli zurückgegeben.  Bei der Abstimmung am 20. März erhielt Neves nur 2,26 % der Stimmen.
Bei den Parlamentswahlen in Osttimor 2017 trat Neves auf Platz 16 der Liste der Partidu Libertasaun Popular (PLP) an, ist aber kein Parteimitglied.
Am 29. September 2017 wurde Neves zum Vizeminister für Bildung und Kultur ernannt. Seine Amtszeit endete mit Antritt der VIII. Regierung Osttimors am 22. Juni 2018. Ihm folgte João Zacarias.
Neves ist nun Exekutivsekretär der Kommission für Recht und Frieden.